# Solo Piano II
Pour les articles homonymes, voir Solo Piano (homonymie).
Albums de Chilly Gonzales
The Unspeakable Chilly Gonzales
(2011) Chambers
(2015)
Solo Piano II est un album de Chilly Gonzales sorti le 27 août 2012. L'album contient 14 compositions originales écrites et jouées par Chilly Gonzales.

## Historique
L'album paraît le 27 août 2012 sous le label Gentle Threat. Quatre pistes sont enregistrées en « Pianovision »  et publiées sur YouTube et Vimeo. Ces vidéos donnent une vue plongeante sur les mains du pianiste.
Gonzales entreprend par la suite une tournée en Europe et en Amérique du Nord d'août à décembre 2012.

## Liste des pistes
| 1.    | White Keys       | 3:07 |
| 2.    | Kenaston         | 3:05 |
| 3.    | Minor Fantasy    | 3:26 |
| 4.    | Escher           | 2:40 |
| 5.    | Rideaux Lunaires | 2:39 |
| 6.    | Nero's Nocturne  | 2:15 |
| 7.    | Venetian Blinds  | 2:45 |
| 8.    | Evolving Doors   | 2:27 |
| 9.    | Epigram In E     | 2:58 |
| 10.   | Othello          | 3:15 |
| 11.   | Train of Thought | 2:26 |
| 12.   | WinterMezzo      | 2:55 |
| 13.   | La Bulle         | 2:51 |
| 14.   | Papa Gavotte     | 2:46 |
| 39:15 |                  |      |